# 未来になる
「未来になる」（みらいになる）は、2005年4月6日に発売された松たか子の18枚目のシングル。発売元はユニバーサルJ。

## タイアップ
松自身もCMに出演している資生堂「WHITIA」CMソング。
カップリング曲「愛のうた」は、2004年に日本コカ・コーラ「まろ茶」のCMソングとして使用されていた曲。

## 収録曲
作詞・作曲:松たか子 編曲:佐橋佳幸
1. 未来になる
2. 愛のうた
3. 未来になる（Instrumental）